# Leptodactylus ventrimaculatus
Leptodactylus ventrimaculatus là một loài ếch thuộc họ Leptodactylidae.
Loài này có ở Colombia và Ecuador.
Môi trường sống tự nhiên của chúng là rừng khô nhiệt đới hoặc cận nhiệt đới, rừng ẩm vùng đất thấp nhiệt đới hoặc cận nhiệt đới, vùng núi ẩm nhiệt đới hoặc cận nhiệt đới, sông ngòi, đầm nước ngọt, đầm nước ngọt có nước theo mùa, vùng đồng cỏ, vườn nông thôn, các vùng đô thị, rừng trước đây suy thoái nghiêm trọng, đất nông nghiệp có lụt theo mùa, và kênh đào và mương rãnh.